# Хёккер, Карл
Карл-Фридрих Готтлиб Хёккер (нем. Karl-Friedrich Gottlieb Höcker; 11 декабря 1911, Энгерсхаузен, Пройсиш-Ольдендорф, Германская империя — 30 января 2000, Люббекке, Германия) — оберштурмфюрер СС, адъютант коменданта концлагеря Освенцим и Майданек. Хёккер стал знаменитым благодаря альбому, созданном во время службы в Освенциме и опубликованном в США в 2006 году.

## Биография
Карл Хёккер родился 11 декабря 1911 года в семье каменщика Генриха Хёккера. Его отец погиб в бою в 1915 году во время Первой мировой войны. С 6 до 14 лет посещал народную школу в Пройсиш-Ольдендорфе. С 1 апреля 1926 года учился бухгалтерскому учёту, работая на машинной фабрике и штамповочном заводе. Во время обучения посещал торговую школу. В 1932 году стал безработным. С октября 1932 и до мая 1933 года присоединился к добровольческой трудовой службе и получил трудовую книжку. С июля 1933 по октябрь 1935 года был помошником кассира в налоговой кассе в Пройсиш-Ольдендорф. 1 октября 1935 года устроился в районную сберегательную кассу в Люббеке.
В октябре 1933 года был зачислен в ряды СС (№ 182961). 1 мая 1937 года вступил в НСДАП (билет № 4444757). С 16 ноября 1939 года был членом 9-го пехотного полка СС в Данциге и прошёл годовую военную подготовку. С апреля 1940 года служил в концлагере Нойенгамме, где был адъютантом коменданта Мартина Готтфрида Вайса и сначала служил в канцелярии. В 1942 года Вайс стал комендантом концлагеря Арбайтсдорф, и весной 1942 года Хёккер вновь стал его адъютантом. До того как Хёккер в мае 1943 был переведён в концлагерь Майданек, он прошёл военную подготовку в юнкерской школе СС в Брауншвейге. С мая 1943 по май 1944 года был адъютантом коменданта концлагеря Майданек. В мае 1944 года был переведён в главный лагерь Освенцима. Там Хёккер стал адъютантом коменданта концлагеря Освенцим Рихарда Бера. В январе 1945 года Бер стал комендантом концлагеря Дора-Миттельбау, а Хёккер последовал за ним в качестве адъютанта. В апреле 1945 года лагерь был эвакуирован. Хёккер бежал и был схвачен британскими войсками под Регенсбургом. Из-за фальшивых документов, в которых он значился как солдат вермахта, в конце 1946 года он был выпущен из британского лагеря для военнопленных и вернулся к своей жене и детям в Люббеке, где снова работал банковским клерком.
В 1952 году Хёккер сам пришёл в прокуратуру Билефельда для прохождения процедуры денацификации. Из-за членства в СС Хёккер был приговорён к 9 месяцам заключения, но не должен был отбывать наказания из-за закона об амнистии 1954 года.
В ходе предварительного расследования Центрального административно-земельного управление юстиции в начале 60-х годов был арестован и в 1963 году ему было предъявлено обвинение на 1-м Освенцимском процессе. На суде он подтвердил, что не знал о массовом уничтожении 400 000 венгерских евреев во время своей службы в Освенциме. Он предполагал, что в Освенциме «принципиально не убивали заключенных». В зале суда он отрицал перед лицом свидетелей свое участие в селекциях. При вынесении приговора 19 и 20 августа 1965 года за совместное пособничество в убийстве в 3-х случаях по меньшей мере 1000 человек был приговорён к 7 годам заключения в тюрьме строгого режима. 1 апреля 1970 года был освобождён и до своей пенсии работал в банке в Люббеке. 3 мая 1989 года земельным судом Билефельда за участие в уничтожении в газовой камере еврейских заключенных в концлагере Майданек был приговорён к 4 годам заключения. В период с мая 1943 по май 1944 года Хёккер закупил у гамбургской фирмы Tesch & Stabenow 3610 килограмм Циклон-Б. 27 октября 1992 года был освобождён из тюрьмы в Билефельде. 30 января 2000 года умер в Люббеке в возрасте 88 лет.

### Альбом Освенцима
В декабре 2006 года Мемориальный музей Холокоста США приобрёл у анонимного бывшего подполковника армии США найденный им в 1946 году фотоальбом, содержащий 116 фотографий, на которых Хёккер запечатлён во время службы в Освенциме. Большая часть коллекции, которая с тех пор получила название «Альбом Хёккера», показывает лагерный персонал во время учений на стрельбище, при передаче в лазарет СС в Биркенау и во время отдыха в Золахютте в долине Сола, в 30 км. от Освенцима. Среди прочих на фото изображены Баер, Рудольф Хёсс, Йозеф Крамер, Франц Хёсслер и Отто Молль. Альбом Хёккера также содержит единственные фотографии Йозефа Менгеле, сделанные им, когда он был лагерным врачом.